# Kay-Uwe Martens
Kay-Uwe Martens (geb. vor 1979) ist ein deutscher Jurist. Er ist Professor für Staats-, Verwaltungs- und Kommunalrecht sowie Kommunalabgabenrecht und war von 2007 bis 2011 Prorektor der Hochschule Kehl.

## Leben
1979 bis 1981 war Martens Volontär und Redakteur bei der Main-Post. Anschließend studierte er an der Universität Freiburg Jura und promovierte 1991. Nach seiner Richtertätigkeit am Verwaltungsgericht Freiburg und Amtsleitungs-Funktionen beim Landratsamt Ortenaukreis wurde er nach vorheriger Abordnung 1995 als hauptamtlicher Professor an die Fachhochschule Kehl berufen. Seit 1999 ist Martens ferner Lehrbeauftragter an der Hochschule Furtwangen.

## Wirkung
Während Martens‘ Amtszeit als Prorektor fusionierten Hochschulbibliothek und Hochschul-Rechenzentrum zum Informationszentrum, das Martens bis 2011 leitete. Seit 2012 ist Martens Stellvertretender Studiendekan des neu gegründeten deutsch-französischen Masterstudiengangs „Management von Clustern und regionalen Netzwerken“.
2001 gründete Martens das Internet-Radio der Hochschule Kehl, das u. a. Sendungen für die Hochschule Kehl oder das Klinikum Offenburg produzierte oder produziert. Später kamen Aktivitäten im Bereich Internet-Fernsehen hinzu, beispielsweise Aula TV oder 2004 bis 2012 Seelbach TV (Videoübertragung und Aufzeichnung aller Sitzungen des Gemeinderats der Gemeinde Seelbach). Seelbach erhielt für Seelbach TV von der Landesregierung Baden-Württemberg die Auszeichnung „Internetdorf“. Bisherigen Planungen zufolge soll Seelbach TV nach Beseitigung einiger datenschutzrechtlicher Probleme ebenso wie ein ähnliches Projekt bei der Stadt Konstanz 2014 wieder auf Sendung gehen.

## Publikationen (Auswahl)
- Kay-Uwe Martens (Ko-Hrsg.): Kommunale Nachhaltigkeit: Jubiläumsband zum 40-jährigen Bestehen der Hochschule Kehl und des Ortenaukreises. Nomos, Baden-Baden 2013, ISBN 978-3-8487-0176-6
- Kay-Uwe Martens: Zivilrechtliche Verkehrsfähigkeit von kommunalen Leerrohren für Breitbandnetze. In: Die Gemeinde: BWGZ.  Gemeindetag Baden-Württemberg, Stuttgart 2012. Seite 456
- Kay-Uwe Martens: Rechtsprobleme der Open Source Software in der Verwaltung. In: Kommunaljurist : KommJur. Nomos, Baden-Baden 2007. S. 94–100. ISSN 1613-0235
- Kay-Uwe Martens: Das rein elektronische Amtsblatt. In: Verwaltung und Politik: Festschrift für Hans-Jürgen Sperling / hrsg. von Heinz-Joachim Peters. Boorberg, Stuttgart 2007, ISBN 978-3-415-03840-0, S. 224–230
- Kay-Uwe Martens (Prod.): Letzte Hilfe Staatsrecht: Lernen von der CD. Fachhochschule Kehl, Kehl 2005.
- Kay-Uwe Martens: Das neue Aufenthaltsgesetz 2004. In: Kommunaljurist: KommJur. Nomos, Baden-Baden 2005. S. 1–5. ISSN 1613-0235
- Kay-Uwe Martens: Gesamtschuldnerische Störerhaftung. In: Gegenwartsthemen in Verwaltungspraxis und Verwaltungswissenschaft. Nomos, Baden-Baden 2003, ISBN 3-8329-0196-5
- Kay-Uwe Martens (Prod.): Beamtin/Beamter im gehobenen (nichttechnischen) Verwaltungsdienst in der Kommunal- und Landesverwaltung : ein Film der Bundesanstalt für Arbeit (BA). Bundesanstalt für Arbeit, Nürnberg 2002.
- Kay-Uwe Martens: Feiertagsrechtliches Arbeitsverbot und Wirtschaftswerbung. Eul, Bergisch Gladbach 1993, ISBN 3-89012-477-1